# Liste von Höhlen im Kreis Steinfurt

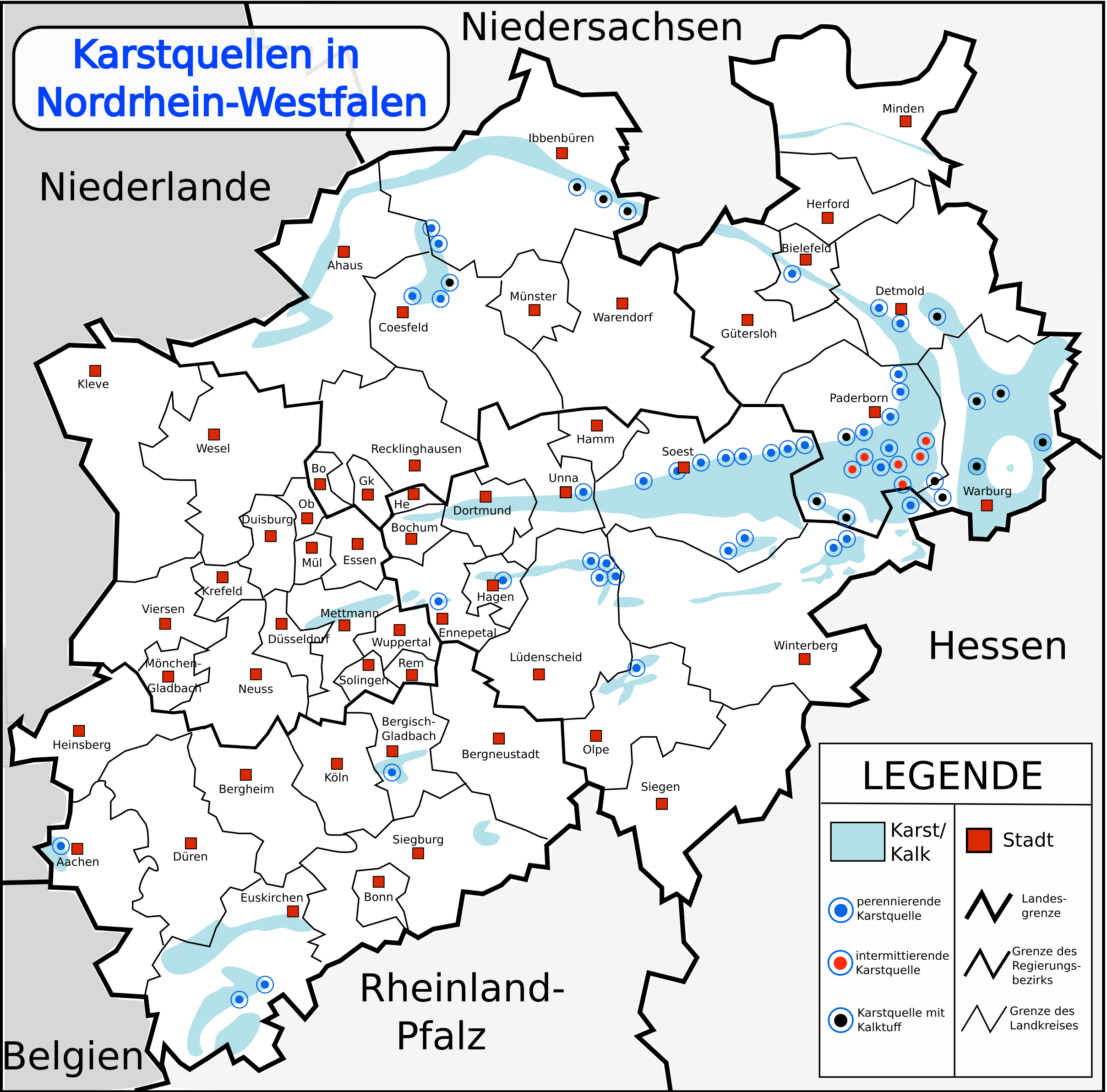
Karstzonen in Nordrhein-Westfalen

Die Liste von Höhlen im Kreis Steinfurt erhebt keinen Anspruch auf Vollständigkeit.

## Liste
| Bezeichnung               | Ortschaft                | Bemerkungen              | Bild |
| ------------------------- | ------------------------ | ------------------------ | ---- |
| Hexenhöhle                | Hörstel-Bevergern        |                          |      |
| Kaiserei                  | Riesenbeck               |                          |      |
| Dörenther Höhle           | Ibbenbüren-Dörenthe      | in den Dörenther Klippen |      |
| Eulenschlucht             | Ibbenbüren-Dörenthe      | in den Dörenther Klippen |      |
| Fledermaushöhle           | Tecklenburg-Brochterbeck | [ 2 ]                    |      |
| Bocketalspalten I bis III | Tecklenburg-Brochterbeck |                          |      |
| Hexenküche                | Tecklenburg              |                          |      |
| Burggraf-Klause           | Tecklenburg              |                          |      |
| Schnegelhöhle             | Tecklenburg              |                          |      |